# Hochspannungsleitung Chamoson–Chippis

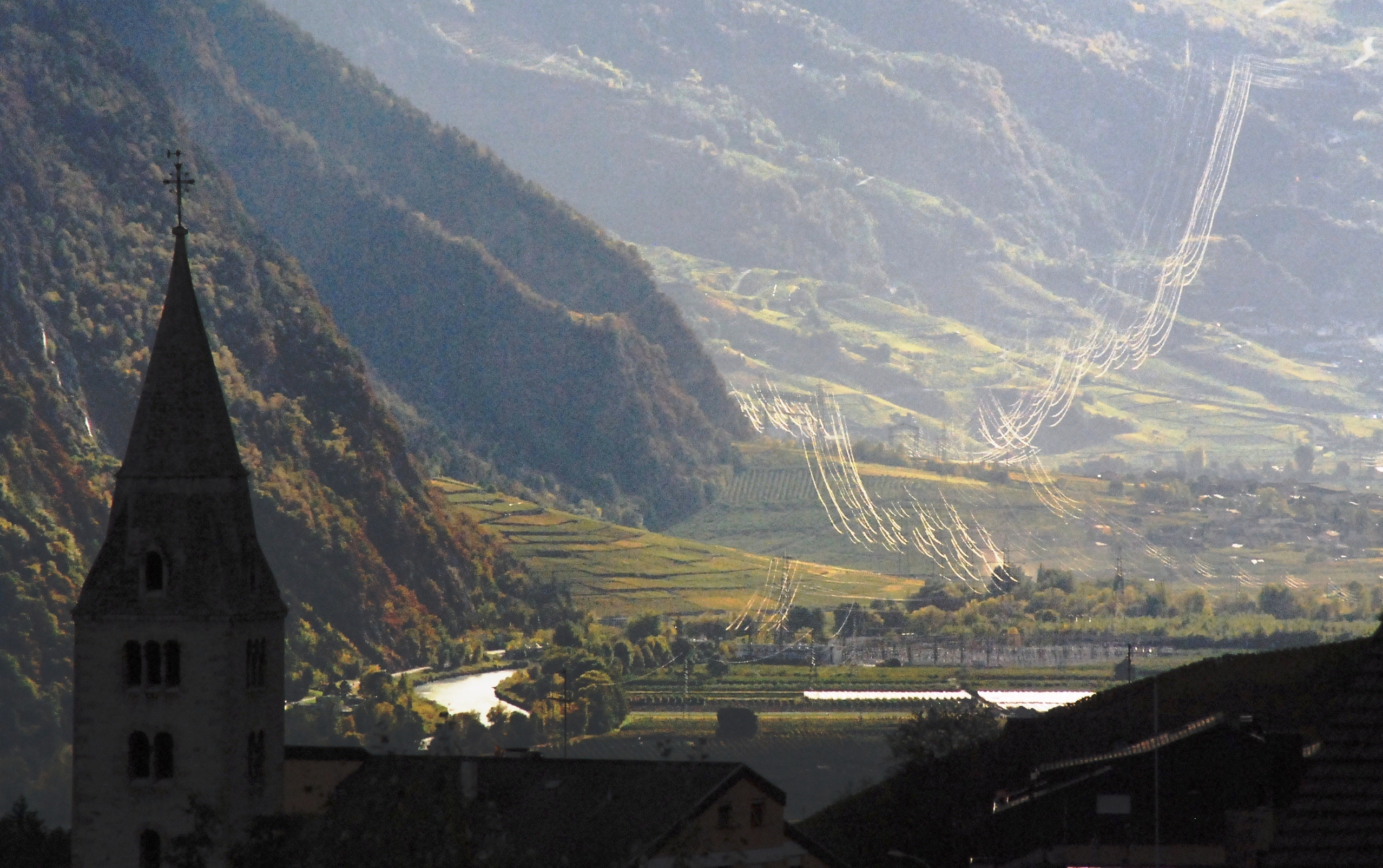
Hochspannungsleitungen im Rhonetal bei Chamoson

Die Hochspannungsleitung Chamoson–Chippis ist eine Höchstspannungsleitung im Schweizer Kanton Wallis und wird von der Netzbetreiberin Swissgrid bis 2022 gebaut.

## Projekt
Sie ist ein Abschnitt der neuen Höchstspannungsleitung, die vom Unterwerk Romanel bei Lausanne bis nach Chippis bei Siders führt und gemäss dem schweizerischen Sachplan Übertragungsleitungen den Transport von elektrischer Energie zwischen dem Wallis und dem westlichen Mittelland erleichtern soll. Sie verbindet die Unterwerke bei Chamoson im unteren Wallis mit dem Unterwerk Creux-de-Chippis östlich von Siders. In den Unterwerken von Chamoson und Riddes treffen die Freileitungen von den Kraftwerken bei Riddes zusammen, die von den Forces Motrices de Mauvoisin und von der Wasserkraftanlage Grande Dixence betrieben werden. Im Unterwerk Creux de Chippis wird die in den Kraftwerken produzierte Energie auf die Freileitungen geführt, die das Oberwallis durchqueren und über die Berner Alpen in das Schweizer Mittelland (Gemmileitung) und über den Nufenenpass in das Tessin führen. Von Chamoson aus verbindet die Sanetschleitung die Walliser Stromschiene mit dem Kanton Bern.
Die 30 Kilometer lange Freileitung wird links der Rhone am Fuss der hohen, südseitigen Bergflanke errichtet und umgeht damit die Agglomerationen von Sitten und Siders und weitere Ortschaften im Rhonetal. Auf den 77 Metallmasten der Freileitung werden parallel je nach Sektion bis zu vier verschiedene Spannungen geführt: 380 kV und 220 kV sowie zwischen Chamoson und Saint-Léonard 132 kV der Freileitung der SBB und zudem 65 kV der Walliser Netzgesellschaft Valgrid. Südlich von Sitten wird das neue Unterwerk beim ehemaligen Kraftwerk Chandoline mit der Freileitung verbunden.
Die Hochspannungsleitung wird mit Genehmigung des Bundesamts für Energie von 2010 im Auftrag der Swissgrid in der Zeit von 2019 bis 2022 gebaut. Nach der Inbetriebnahme können ältere Hochspannungsleitungen in diesem Teil des Rhonetals und im Naturschutzgebiet Poutafontana bei Grône zurückgebaut werden.

## Kritik und Projektanpassungen
Während der Planungsphase, die im Jahr 1986 bei der Westschweizer Elektrizitätsgesellschaft EOS begann, und besonders nach der Auflage des neuen Projekts durch die Alpiq im Jahr 2002 reichten verschiedene Akteure mehrere Einsprachen gegen das Bauvorhaben ein, die teilweise zu Projektänderungen führten. Kritisiert wurden etwa die Wahl der Trasse durch Landschaften mit hohen Naturgefahren (Erdrutsch- und Steinschlaggefahr bei Salins und Agettes) und die Beeinträchtigung des Landschaftsbildes durch die bis zu 100 Meter hohen Masten. 2018 stimmte der Walliser Grosse Rat mit grosser Mehrheit einer Initiative zu, welche den Unterbruch der Bauarbeiten verlangte, und es kam wegen des Projekts zu Demonstrationen im Wallis. In Grône lehnte eine Bürgerinitiative die zuerst vorgesehene Trasse ab, die nahe an einer Schule vorbeigeführt hätte; wegen der Klage befürwortete auch der Walliser Staatsrat die Verlegung dieses Leitungsabschnitts; aus Rücksicht auf den Schutz der Bevölkerung erklärten verschiedene Umweltschutzverbände (WWF, Pro Natura, Pro Natura Wallis), gegen den Bau der Masten bei Grône am bewaldeten Berghang keine Einsprache zu erheben. Der Vorschlag, die Leitung durch unterirdisch verlegte Kabel zu führen, wie etwa die Vereinigung Protégeons nos enfants des lignes THT aus Grône und auch die dortigen Gemeindebehörden verlangten, hatte wegen technischen Gründen und höheren Investitionskosten, die in einem von der Stromwirtschaft verfassten Gutachten angeführt werden, keine Chance und wurde nach einem Entscheid des Bundesverwaltungsgerichts von 2012 zuletzt auch vom Schweizerischen Bundesgericht nicht gutgeheissen.
Im Verlauf der Projektrevision hat Swissgrid gemäss einer Bedingung in der Baubewilligung des Bundesamts für Energie beschlossen, die Lärmbelastung der neuen Leitung (den «Koronalärm») zu verringern, indem pro Leitungsbündel drei Leiterkabel installiert werden. Die gegen die Bewilligung dieser Variante durch das Bundesamt für Energie eingereichten Beschwerden hat das Bundesverwaltungsgericht am 14. Dezember 2016 abgewiesen. Verschiedene weitere Beschwerden gegen das Projektverfahren haben das Schweizerische Bundesgericht am 1. September 2017 und das Eidgenössische Starkstrominspektorat sowie das Bundesverwaltungsgericht im Oktober 2019 abgewiesen.